# 王晓初 (中国电信)
王晓初（1958年8月—），山东荣成人，中国企业家，中共党员，中共第十七、十八届中央候补委员。北京邮电大学专科毕业，浙江大学在职本科学历。

## 经历
1958年8月在山东荣成出生。历任杭州市电信局副局长、局长，天津市邮电管理局局长，中国移动（香港）有限公司董事长、总经理，中国移动通信集团公司副总经理、总经理等职。2004年10月30日至2011年11月2日，任中国电信股份有限公司董事长、总经理。2011年11月2日至2015年8月24日，任中国电信集团公司董事长。2015年8月24日至2021年8月27日，任中国联通董事长。